# Globoki Potok, Begunje
Globoki potok je potok, ki izvira na južnih pobočjih gore Tolsti vrh (1225 m) v Karavankah. Teče po globeli, kjer ustvarja drsne in skočne slapove. Izliva se v potok Blatnica, ki teče skozi Begunje na Gorenjskem in blizu naselja Studenčice ponikne.